# Cribroparrella
Cribroparrella, en ocasiones erróneamente denominado Cribroparella o Dribroparella, es un género de foraminífero bentónico de la familia Osangulariidae, de la superfamilia Chilostomelloidea, del suborden Rotaliina y del orden Rotaliida. Su especie tipo es Cribroparrella regadana. Su rango cronoestratigráfico abarca el Mioceno.

## Clasificación
Cribroparrella incluye a las siguientes especies:
- Cribroparrella regadana †